# Mandello del Lario
Mandello del Lario är en ort och kommun i provinsen Lecco i regionen Lombardiet i Italien. Kommunen hade 10 256 invånare (2018).